# کارل یوهانس توما
کارل یوهانس توما (به انگلیسی: Carl Johannes Thomae) (زاده ۱۱ دسامبر ۱۸۴۰ - درگذشته ۱ آوریل ۱۹۲۱) ریاضی‌دان آلمانی بود